# Campionato sudamericano femminile di pallacanestro 1967
L'11º Campionato dell'America Meridionale Femminile di Pallacanestro (noto anche come FIBA South American Championship for Women 1967) si è svolto dal 26 ottobre al 7 novembre 1967 a Cali, in Colombia. Il torneo è stato vinto dalla nazionale brasiliana.

## Squadre partecipanti
- Argentina
- Brasile
- Cile
- Colombia
- Ecuador
- Paraguay
- Perù

## Classifica finale
| Pos | Squadra   | V-P |
| --- | --------- | --- |
|     | Brasile   | 6-0 |
|     | Cile      | 5-1 |
|     | Perù      | 4-2 |
| 4   | Paraguay  | 3-3 |
| 5   | Argentina | 2-4 |
| 6   | Colombia  | 1-5 |
| 7   | Ecuador   | 0-6 |